# قضية المانجو المنفجر (كتاب)
قضية المانجو المنفجر بالإنجليزية A Case of Exploding Mangoes، هو كتاب من إصدارات 2008، تأليف الكاتب محمد حنيف ويدور أحداث الكتاب عن قضية مقتل رئيس باكستان السابق محمد ضياء الحق في حادث تفجير طائرة.

## فكرة الكتاب
تدور فكرة الكتاب عن أنه في 17 أغسطس عام 1988، الطائرة «باك 1» التي تحمل الديكتاتور الباكستانى محمد ضياء الحق على متنها وعدد كبير من قادة الجيش، تسقط محطمة ليموت كل ركابها.
محمد حنيف يغوص في القصة ويحقق في أسباب وقوع الطائرة، هل كان السبب عطلا ميكانيكيا أم كان حادث مدبر، وهل للحادث علاقة بإطاحة محمد ضياء الحق بذو الفقار على بوتو.
في هذه القصة الطيار الصغير «على الشجري» الذي توفى والده في ظروف ظهرت كحالة انتحار، ولكنه كان متأكدا أنه قتل من قبل الجنرال «ضياء الحق». ليقرر أن ينتقم ويبدأ رحلته.